# Laternaria astarte
Laternaria astarte är en insektsart som först beskrevs av William Lucas Distant 1914.  Laternaria astarte ingår i släktet Laternaria och familjen lyktstritar. Inga underarter finns listade i Catalogue of Life.